# Croxall
Croxall – wieś w Anglii, w hrabstwie Staffordshire, w dystrykcie Lichfield. Leży 30 km na wschód od miasta Stafford i 173 km na północny zachód od Londynu.